# لمفوما الخلايا المختلطة
لمفوما الخلايا المختلطة هي لمفومات تمتلك كلا من الخلايا الكبيرة والخلايا الصغيرة. هذه التسمية هي مشتقة من نظام علم الأمراض الأقدم قبل ظهور التطورات التقنية التي سمحت بالوصول لأوصاف دقيقة أكثر وأكثر للخلايا السرطانية المتأثرة.
في نظام فهرسة المواضيع الطبية؛ المصطلح «لمفوما مختلطة الخلايا» هو حاليا يصنف ضمن اللمفوما اللاهودجكينية.